# Biserica „Adormirea Maicii Domnului” din Țareuca
Biserica „Adormirea Maicii Domnului” este o biserică amplasată în Țareuca, raionul Rezina, Republica Moldova. Este un monument arhitectural de importanță națională inclus în Registrul monumentelor Republicii Moldova ocrotite de stat cu nr. 1959 (raionul Rezina). Datează din 1915.